# Список умерших в 702 году

## Февраль
- 16 февраля — Кинич-Кан-Балам II (66) — правитель Баакульского царства майя со столицей в Лакам-Ха (684—702).

## Дата смерти неизвестна или требует уточнения
- Иргалах мак Конайнг Куйрре — король всей Бреги (696—702).
- Лиутперт — король лангобардов (700—702).
- Муйредах Муллетан — король Коннахта (696—702).
- Ротарит — лангобардский герцог Бергамо (до 702).
- Теодофред, знатный вестгот, герцог; отец последнего правителя Вестготского королевства Родериха.
- Чэнь Цзыан — китайский поэт эпохи начала империи Тан.
- Эгика — король вестготов (687—702).